# Phytomyza rufescens
Phytomyza rufescens este o specie de muște din genul Phytomyza, familia Agromyzidae, descrisă de Roser în anul 1840.
Este endemică în Germania. Conform Catalogue of Life specia Phytomyza rufescens nu are subspecii cunoscute.